# Batalla de Cartagena (1758)
La batalla de Cartagena fue un enfrentamiento naval ocurrido el 28 de febrero de 1758 entre la Marina Real británica, dirigida por el almirante Henry Osborn, y la Marina francesa, capitaneada por el contraalmirante Michel-Ange Duquesne de Menneville, en el contexto de la guerra de los Siete Años. El encuentro, que tuvo lugar frente a la ciudad española de Cartagena (Región de Murcia), se debió a la llegada de las fuerzas de Duquesne con intención de socorrer a la flota gala bloqueada en el puerto español, y se saldó con una victoria británica que evitó la llegada de ayuda a la asediada fortaleza de Luisburgo (América del Norte).

## Antecedentes
En 1756, una expedición francesa zarpó de Tolón y conquistó Menorca, tras lo cual se retiró al puerto de origen para no volver a salir en los próximos dieciocho meses. Mientras tanto, las naves británicas utilizaron su base de Gibraltar para poner en marcha un efectivo bloqueo en la entrada al mar Mediterráneo.
Al año siguiente, en 1757, un intento británico de hacerse con la ciudad norteamericana de Luisburgo fue frustrado por naves francesas, que se acumulaban en gran número en los alrededores. Los franceses querían continuar esta estrategia en 1758, y mandaron una flota desde Brest para aumentar sus contingentes en Nueva Escocia. En noviembre de 1757, una armada de quince barcos partió de Tolón al mando del almirante Jean-François de La Clue-Sabran, pero después de sufrir una tormenta el 30 de noviembre, se vio obligado a buscar refugio en el puerto de Cartagena, perteneciente al entonces país neutral de España. Quedaron allí, como los británicos de Henry Osborn, que habían navegado hasta allí para contener a los franceses en el puerto siguiendo las órdenes que tenían de evitar que el enemigo saliera del Mediterráneo. Osborn recibió noticias de que un refuerzo francés de tres navíos de línea había zarpado del anteriormente citado puerto provenzal capitaneado por Michel-Ange Duquesne de Menneville con la pretensión de unirse a La Clue. Otros dos barcos, después de intentar apresar un convoy británico, lograron colarse en Cartagena para engrosar la flota de La Clue.

## La batalla

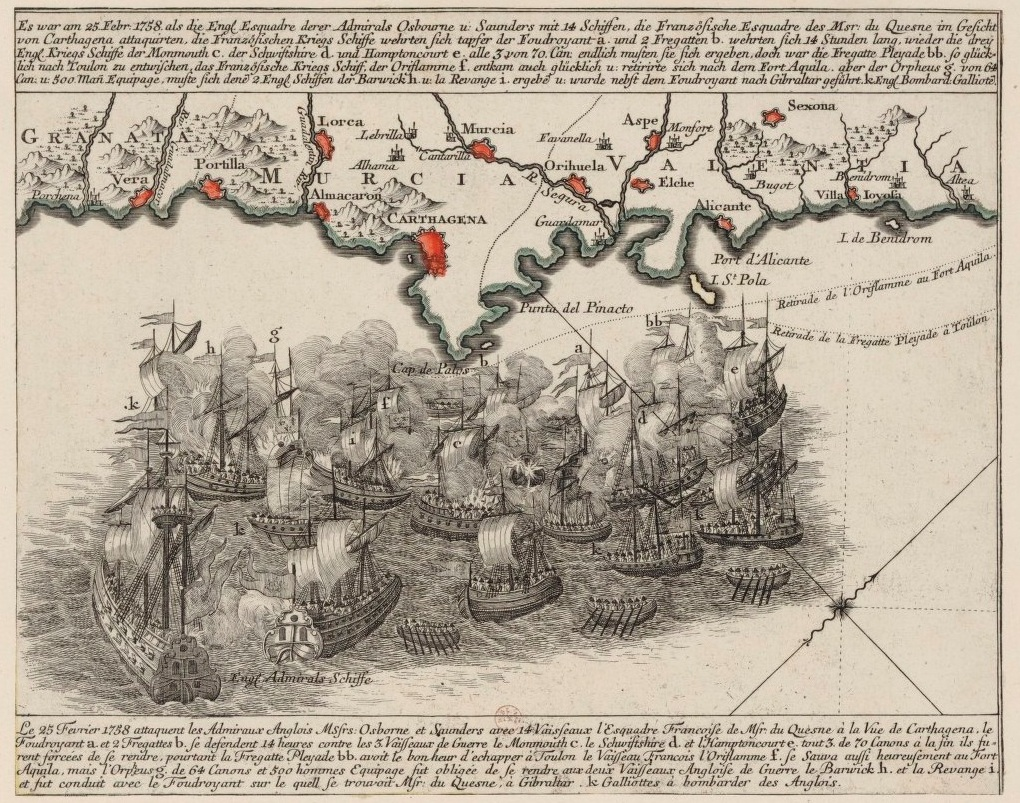
Interceptación de la división Duquesne frente al puerto español de Cartagena en 1758 por fuerzas inglesas.

Osborn estaba patrullando las costas de Cartagena cuando avistó las naves de Duquesne. Consciente de la superioridad británica, el almirante francés ordenó a sus barcos dispersarse, mientras que Henry Osborn dejó la mayor parte de sus fuerzas vigilando la bocana de la bahía para asegurarse de que La Clue no pudiera salir a ayudar a su compatriota y destacó algunos navíos para perseguir a los franceses en retirada.
El Orphée fue acorralado y prendido por tres barcos británicos, mientras que el Oriflamme se encalló deliberadamente para evitar que fuera capturado. El tercer barco, el Foudroyant, buque insignia de Duquesne, trató de escapar de la amenaza, pero fue acosado por el Monmouth en una persecución que se prolongó hasta la noche, cuando ambos buques entraron en combate. Arthur Gardiner, capitán del Monmouth, murió en la lucha, pero finalmente el Foudroyant se rindió y Duquesne fue tomado prisionero, poniendo fin a la batalla.

## Consecuencias
En julio de aquel año, Osborn decidió que ya era demasiado tarde para que los franceses pudieran navegar hacia América del Norte, de forma que se retiró de los alrededores de Cartagena para que su gente pudiera reabastecerse. También llegó a la conclusión de que no había nada que pudieran hacer para ayudar a Luisburgo, que cayó el 26 de julio, pensamiento acertado pues La Clue en cuanto tuvo la ocasión regresó a Tolón en vez de tratar de forzar el paso por el estrecho de Gibraltar.
La batalla fue un gran paso para restaurar la reputación de la Marina Real Británica, empañada tras la pérdida de Menorca en 1756, que resultó en la ejecución del almirante John Byng por "no hacer todo lo posible" por salvar Menorca. Se dio el particular caso de que Arthur Gardiner detentaba el mando del buque insignia de Byng durante la batalla de Menorca, y su muerte en combate sirvió para eliminar la acusación de cobardía contra él.
La campaña ofreció asimismo un ejemplo de férreo bloqueo que los británicos utilizaron incluso con más vigor al año siguiente, posible gracias a la innovación en guerra naval que supuso el avance en avituallamiento de barcos en el mar.

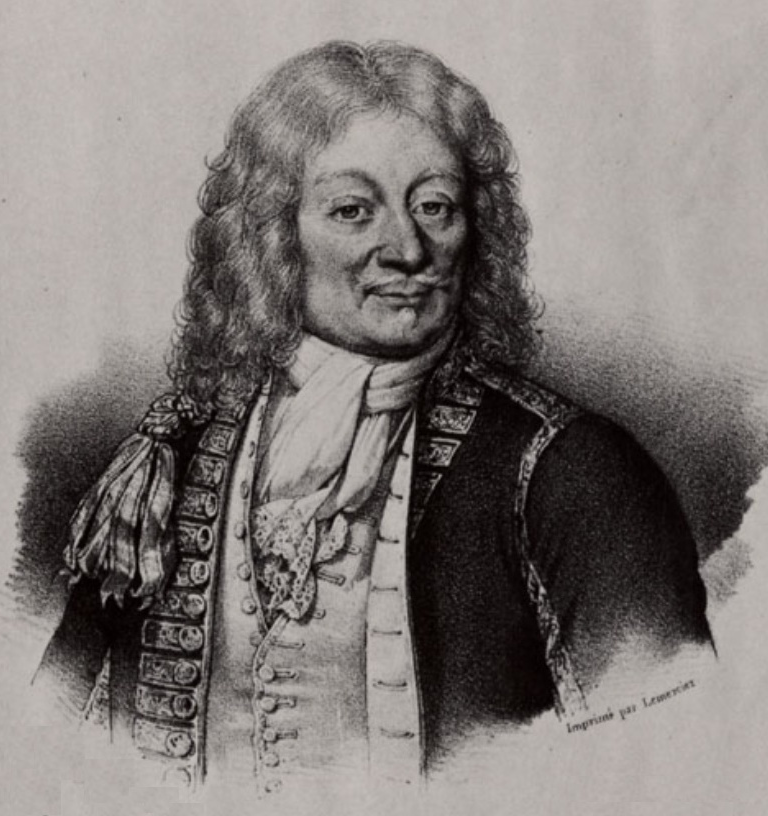
El comandante francés Marqués de Duquesne, tomado prisionero en la batalla.